# 16267 Макдермотт
16267 Макдермотт (16267 Mcdermott) — астероїд головного поясу, відкритий 7 травня 2000 року.
Тіссеранів параметр щодо Юпітера — 3,249.